# 8344 Babette
8344 Babette este un asteroid din centura principală, descoperit pe 25 ianuarie 1987, de Tsuneo Niijima și Takeshi Urata.